# Ланьюй
Ланьюй (Ланьcюй, кит. трад. 蘭嶼, пиньинь Lán Yǔ, хокло Lân-sū — остров орхидей, или Орхидеевый остров) — вулканический остров между юго-восточным побережьем острова Тайвань и архипелагом Батан (Филиппины). Административно относится к уезду Тайдун Китайской Республики. Площадь составляет 45 км². Высшая точка острова — гора Хунтоушань высотой 548 м над уровнем моря, имеется 8 гор высотой более 400 м. 
Европейские мореплаватели с XVII века называли остров Ботель Тобаго (Botel Tobago), до 1947 года остров известен под китайским названием Хунтоуюй (Хунтоусюй, 紅頭嶼). 
Острова Ланьюй, Людао, Батан и Бабуян расположены на протягивающемся к Лусону подводном хребте. Западнее располагается депрессия с глубиной до 5000 м.
Остров является домом для ями (тао), одного из племён гаошань, мигрировавшего сюда с островов Батанес около 800 лет назад. Язык тао (ями), распространённый на острове, стоит особняком от прочих гаошаньских языков, больше сближаясь с языком севера Филиппин. На языке тао (ями) остров известен как Ponso no Tao или Pongso no Tawo. Из общего населения острова (около 5000 человек) коренные жители составляют 4250 человек, оставшиеся 800 — этнические китайцы с Тайваня. Связан с Тайванем авиарейсами компании Daily Air, а также паромными переправами.
В 1982 году на острове было построено хранилище ядерных отходов, сюда поступают отходы с трёх тайваньских атомных электростанций. В 2018 году правительство Тайваня опубликовало отчет, в котором признавались ошибки: неспособность десятилетия назад поставить в известность островитян по поводу строительства хранилища ядерных отходов. После публикации отчета власти согласились выплатить тао компенсацию в размере 83 млн долларов США, дополнительно выплачивая 7 млн долларов каждые три года.

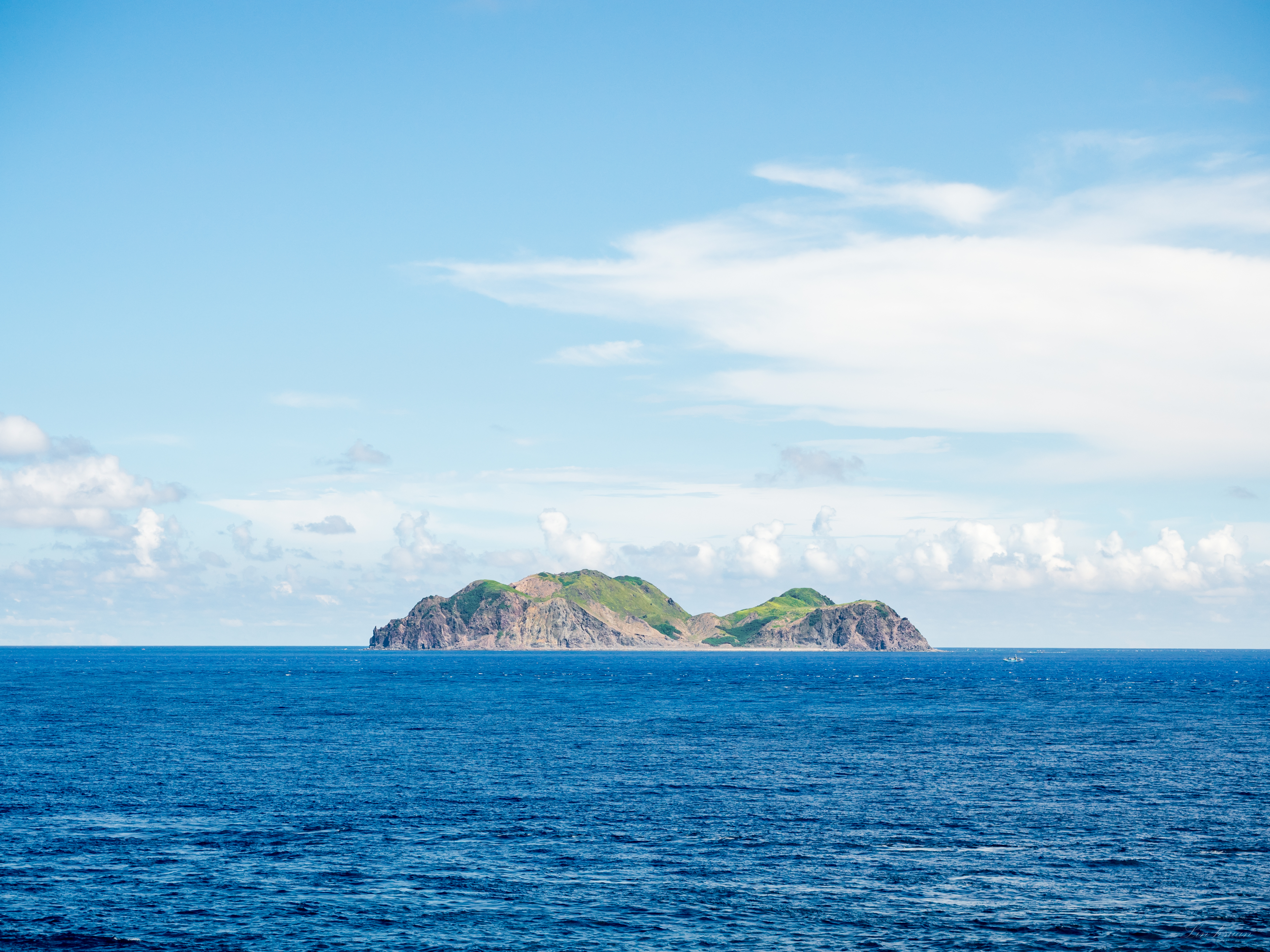
Вид на Орхидеевый остров в ясную погоду

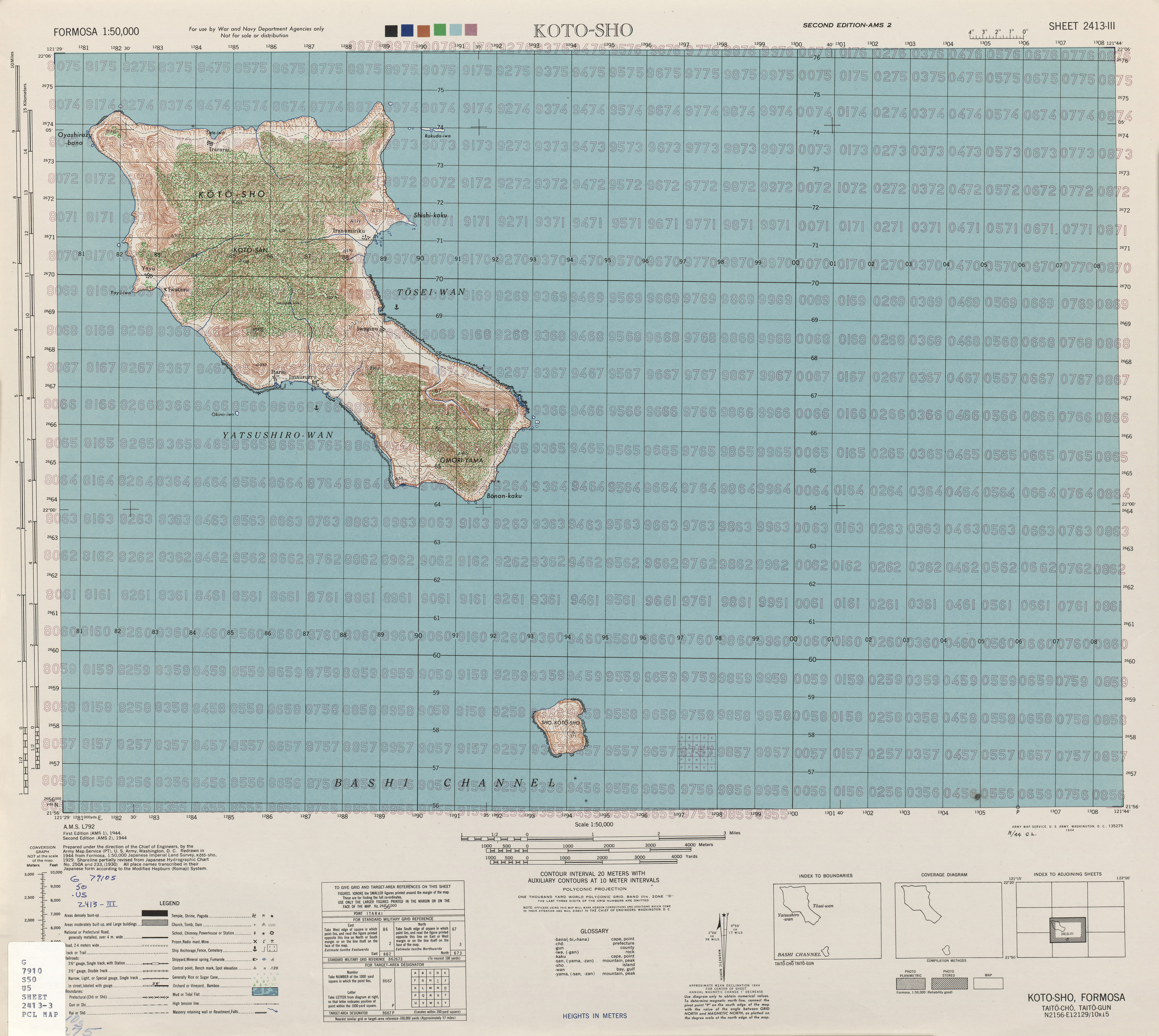
Японская карта Орхидеевого острова
(по-японски кото-сё) и его окрестностей (1944)

## Флора и фауна
Орхидеевый остров является домом для многих видов тропических растений, распространенных в Азии, но также и для многих эндемичных видов: существует 35 видов растений, которые больше нигде не встречаются. Например, Pinanga tashiroi — разновидность пальм, которая считается уникальной. На острове растёт Deutzia pulchra.
Морские черепахи обитают в окружающих остров коралловых рифах. Четыре вида морских змей обитают в водах, прилегающих к острову. Горбатые киты являются исторически распространенными млекопитающими в этой зоне, и они постоянно наблюдались в 2000-х годах, что стало первым случаем возвращения этих видов китообразных в тайваньские воды с момента прекращения китобойного промысла. Об этих наблюдениях сообщается почти каждый год, хотя киты фиксируются в меньшем количестве, чем в прошлые годы. По мнению местных китоведов, они мигрируют, пересекая эти воды.